# Julie Thomas
Julie Dorne Thomas  est une femme politique sainte-hélènoise, ministre en chef du gouvernement local depuis le 25 octobre 2021.
Elle est membre du conseil d'administration de la compagnie de pêche de Sainte-Hélène à partir de 2019.
Après avoir remporté le plus de voix parmi les conseillers élus aux élections législatives d'octobre 2021, elle est nommée par le Conseil législatif au poste de ministre en chef de Sainte-Hélène, dont elle devient la première titulaire. Elle est également ministre de l'éducation au sein de son gouvernement,.